# Autoridad Portuaria de Marín y Ría de Pontevedra
La Autoridad Portuaria de Marín y Ría de Pontevedra  es el organismo responsable del puerto de Marín. Tiene su sede en el parque de Cantodarea de Marín desde 2010.
Es una de las 28 Autoridades Portuarias que componen el Organismo Público Estatal Puertos del Estado. La mayoría de las infraestructuras portuarias se dedican al transporte marítimo y pesca. Aparte del dominio público hay también una parte dedicada a los astilleros.

## Historia
En 1907 se creó una entidad responsable de la explotación, conservación y obras del puerto de Marín a la que se denominó Junta de Obras del Puerto, germen de la actual Autoridad Portuaria de Marín y Ría de Pontevedra, convirtiendo a Marín en el puerto más importante de la ría de Pontevedra.
Antes de tener la denominación actual fue conocida como Autoridad Portuaria de Marín-Pontevedra hasta 1992 y tuvo desde 1933 su sede en la avenida pontevedresa de las Corvaceiras, en el puerto de Pontevedra, en el edificio del Gremio de Mareantes.

## Presidencia
La presidencia de la Autoridad Portuaria de Marín-Ría de Pontevedra es designada por la Junta de Galicia. Su actual presidente, desde 2009, es José Benito Suárez Costa.